# 항장
항장(중국어: 項荘)은 중국 초한전쟁 시기 서초에서 활약했던 항우의 사촌이다. 206년 홍무연 사건을 제외하고는 항장에 대한 행적이 전무하다. 